# Лютеж (Черниговская область)
Лю́теж (укр. Лютіж) — село в Городнянском районе Черниговской области Украины.

## География
Расположено в 14 км на запад от районного центра — города Городня. Ближайшая железнодорожная станция — Городня (линия Гомель — Бахмач), 18 км.

## Население
Численность населения — 44 чел. (2001 г.).

## Местный совет
Село входит в состав Моложавского сельского совета.
Адрес местного совета: 15140, Черниговская обл., Городнянский р-н, село Моложава, ул. Горького, 28.